# 福島県高等学校の廃校一覧
福島県高等学校の廃校一覧（ふくしまけんこうとうがっこうのはいこういちらん）は、福島県の廃校となった高等学校の一覧。対象となるのは学制改革（1948年）以降に廃校となった高等学校と分校である。名称は廃校当時のもの。廃校時に属していた自治体が合併により消滅している場合は現行の自治体に含める。また現在休校中の学校は公式には存続していることとなっているが、休校中の学校は事実上廃校となっている場合が多いため、便宜上本項に記載する。

## 公立高等学校

### 福島市
- 福島県立福島農蚕高等学校茂庭分校（1961年）[注釈 1]
- 福島県立福島農蚕高等学校佐倉分校（1968年）[注釈 2]
- 福島県立福島第二高等学校（1969年福島県立福島高等学校通信制課程と統合し福島県立福島中央高等学校へ）[1]
- 福島市立松川産業高等学校（1969年福島農蚕高校〈1997年福島県立福島明成高等学校へ改称〉へ統合）[注釈 3]
- 福島県立福島中央高等学校昭栄工場分室（1971年）[1]
- 福島県立福島中央高等学校（2022年福島県立保原高等学校定時制課程と統合し福島県立ふくしま新世高等学校へ)[2]

### 郡山市
- 福島県立安積高等学校大槻分校（1976年）[注釈 4]
- 福島県立郡山工業高等学校（1977年郡山西工業高と統合し福島県立郡山北工業高等学校桃見台校舎へ）[3]
- 福島県立郡山西工業高等学校（1977年郡山工業高と統合し郡山北工業高大槻校舎へ）[3]
- 福島県立郡山北工業高等学校大槻校（1978年）[3]
- 福島県立郡山北工業高等学校桃見台校舎（1979年）[3]
- 福島県立安積第二高等学校（1996年改編し福島県立あさか開成高等学校へ）[4]
- 福島県立安積高等学校御舘校（2022年）[5]

### 会津若松市
- 福島県立会津中央高等学校（1989年郡山市の安積第二高へ統合）

### 喜多方市
- 福島県立喜多方工業高等学校（2010年喜多方商業高と統合し福島県立喜多方桐桜高等学校へ）[6]
- 福島県立喜多方商業高等学校（2010年喜多方工業高と統合し喜多方桐桜高へ）[6]
- 福島県立喜多方高等学校〈旧〉（2021年喜多方東高と統合し福島県立喜多方高等学校〈新〉へ）[7]
- 福島県立喜多方東高等学校（2021年喜多方高〈旧〉と統合し喜多方高〈新〉へ）[7]
- 福島県立耶麻農業高等学校（2023年会津坂下町の会津農林高〈旧〉と統合し福島県立会津農林高等学校〈新〉へ）[8]

### いわき市
- 福島県立湯本第二高等学校（1951年湯本高へ統合し同校定時制課程となり、1962年閉課程）[9]
- 福島県立平第二高等学校（1969年福島県立いわき総合高等学校定時制と統合しいわき中央高となり[10]、いわき光洋高校定時制を経て[11]、2004年福島県立いわき翠の杜高等学校として独立[12]）
- 磐城市立小名浜産業高等学校（1971年）
- 福島県立いわき中央高等学校（1993年改編し福島県立いわき光洋高等学校へ）[13]
- 福島県立小名浜高等学校（2021年いわき海星高と統合し福島県立小名浜海星高等学校へ）[14]
- 福島県立いわき海星高等学校（2021年小名浜高と統合し小名浜海星高へ）[14]
- 福島県立湯本高等学校（2022年遠野高と統合し福島県立いわき湯本高等学校へ）[2]
- 福島県立遠野高等学校（2022年湯本高と統合しいわき湯本高へ）[2]

### 白河市
- 福島県立白河農業高等学校金山分校（1960年）[15]
- 福島県立白河農工高等学校釜子分校（1965年）[15]
- 福島県立白河実業高等学校〈旧〉（2023年塙町の塙工業高と統合し福島県立白河実業高等学校〈新〉へ）[8]
- 表郷村立表郷産業高等学校（1967年）

### 須賀川市
- 福島県立須賀川第二高等学校（1988年安積第二高と統合し安積第二高須賀川校舎に、1996年あさか開成高須賀川校舎になった後2002年閉校）[4]
- 福島県立岩瀬農業高等学校仁井田分校（1968年）[16]
- 福島県立須賀川高等学校（2022年長沼高と統合し福島県立須賀川創英館高等学校へ）[2]
- 福島県立長沼高等学校（2022年須賀川高と統合し須賀川創英館高へ）[2]

### 伊達市
- 福島県立保原高等学校月舘分校（1967年）[17]
- 福島県立保原高等学校掛田分校（1975年）[17]
- 福島県立保原高等学校（2023年梁川高と統合し福島県立伊達高等学校へ）[8]
- 福島県立梁川高等学校（2023年保原高と統合し伊達高梁川校舎[18]へ）[8]

### 本宮市
- 福島県立本宮高等学校岩根分校（1950年2月22日）[19]
- 福島県立本宮高等学校白沢分校（1976年）[19]

### 田村市
- 福島県立船引高等学校七郷分校（1965年）[注釈 5]

### 南相馬市
- 福島県立小高商業高等学校（2017年小高工業高と統合し福島県立小高産業技術高等学校へ）[20]
- 福島県立小高工業高等学校（2017年小高商業高と統合し小高産業技術高校へ）[20]

### 相馬市
- 福島県立相馬東高等学校（2022年新地高と統合し福島県立相馬総合高等学校へ）[2]

### 二本松市
- 福島県立二本松工業高等学校（2023年安達東高と統合し福島県立二本松実業高等学校へ）[8]
- 福島県立安達東高等学校（2023年二本松工業高と統合し二本松実業高へ）[8]

### 桑折町
- 桑折町立桑折醸芳高等学校（1971年福島農蚕高〈現：福島明成高〉定時制課程へ統合）[21]

### 国見町
- 福島県立保原高等学校藤田分校（1951年桑折分校〈のち：桑折醸芳高〉へ統合）[17]

### 川俣町
- 福島県立川俣高等学校小島季節学級（1952年募集停止）[22]
- 福島県立川俣高等学校山木屋季節学級（1967年募集停止）[22]

### 南会津町
- 福島県立田島高等学校荒海分校（1951年）[23][注釈 6]
- 福島県立田島高等学校楢原分校（1970年募集停止）[23][注釈 7]
- 福島県立南会津高等学校〈旧〉（2023年田島高と統合し福島県立南会津高等学校〈新〉へ）[8]
- 福島県立田島高等学校（2023年南会津高〈旧〉と統合し南会津高〈新〉へ）[8]

### 矢吹町
- 福島県立矢吹高等学校（1977年白河高矢吹分校から独立、1996年改編し福島県立光南高等学校へ）[24]

### 棚倉町
- 福島県立棚倉第二高等学校（1951年棚倉高へ統合し棚倉高定時制課程となり[25]、1976年閉課程）
- 福島県立東白川農商高等学校（2009年棚倉高と統合し福島県立修明高等学校へ）[25]
- 福島県立棚倉高等学校（2009年東白川農商高と統合し修明高へ）[25]

### 鮫川村
- 福島県立修明高等学校鮫川校（2009年東白川農商高鮫川校から改称[26]、2022年閉校[27]）

### 平田村
- 平田村立平田産業高等学校（1969年）[28]
- 福島県立小野高等学校平田校（2019年）[28]

### 浅川町
- 浅川町立浅川産業高等学校（1973年）[29]

### 小野町
- 小野町立小野産業高等学校（1972年）[30]

### 会津美里町
- 福島県立会津工業高等学校本郷分校（1999年）[注釈 8]
- 福島県立大沼高等学校（2022年会津坂下町の坂下高と統合し福島県立会津西陵高等学校へ）[2]

### 猪苗代町
- 猪苗代町立猪苗代産業高校

### 会津坂下町
- 福島県立坂下高等学校（2022年会津美里町の大沼高と統合し会津西陵高へ）[2]
- 福島県立会津農林高等学校〈旧〉（2023年耶麻農業高と統合し会津農林高〈新〉へ）[8]

### 三島町
- 福島県立会津農林高等学校宮下分校（1970年）[31]

### 下郷町
- 福島県立田島高等学校下郷分校（1973年）[注釈 9]

### 只見町
- 福島県立只見高等学校つつじが丘分校（1978年）[32]

### 西会津町
- 福島県立西会津高等学校奥川分校（1968年）[33]

### 柳津町
- 柳津町立柳津産業高等学校（1968年）
- 福島県立会津農林高等学校西山分校（1976年）[31]

### 金山町
- 福島県立川口高等学校沼沢分校（1958年）[34]
- 福島県立川口高等学校横田分校（1963年）[34]

### 塙町
- 福島県立塙高等学校定時制季節課程石井分室（1967年11月30日）[35]
- 福島県立塙工業高等学校（2023年白河市の白河実業高〈旧〉と統合し白河実業高〈新〉へ）[8]

### 双葉町
- 福島県立浪江高等学校新山分校（1950年双葉高へ統合）[36]
- 福島県立双葉高等学校（2017年休校）[37]

### 大熊町
- 福島県立県立浪江高等学校大野分校（1958年富岡高農業部と統合し双葉農業高となり、1997年双葉翔陽高へ改称）[38]
- 福島県立双葉翔陽高等学校（2017年休校）[39]

### 浪江町
- 福島県立浪江高等学校（2017年休校）[40]
- 福島県立浪江高等学校津島校（2017年休校）[41]

### 新地町
- 福島県立新地高等学校（2022年相馬東高校と統合し相馬総合高校へ）[2]

### 飯舘村
- 福島県立相馬農業高等学校飯舘校（2023年9月15日閉校）[42]

### 富岡町
- 福島県立富岡高等学校（2017年休校）[43]

### 昭和村
- 福島県立川口高等学校昭和分校（1976年）[34]

### 川内村
- 福島県立富岡高等学校川内校（2011年）[注釈 10]

## 私立高等学校

### 福島市
- 福島南高等学校（1968年開校・1969年廃校、書類上は休校扱い[44]）

### 会津若松市
- 日新館高等学校（1963年開校・1968年廃校）

### 南相馬市
- 松栄高等学校（2011年休校、2014年6月17日の第1回福島県私立学校審議会により廃止認可答申される[45]）